# Едмілсон де Паула Сантос Філья
Едмілсон де Паула Сантос Філья (порт. Edmilson de Paula Santos Filho, нар. 19 квітня 1997, Можі-дас-Крузіс) — бразильський футболіст, нападник словенського клубу «Целє». Виступав також за португальські клуби «Марку» та «Вілаверденсе». Чемпіон Словенії та володар Кубка Словенії.

## Ігрова кар'єра
Едмілсон де Паула народився 1997 року в місті Можі-дас-Крузіс. Займався в юнацьких командах футбольних клубів «Уніан Можі», «Осаско Аудакс» та «Вело Клубе». У 2019 році Едмілсон перебрався до Португалії, де став гравцем клубу «Марку», в якому грав до 2021 року, взявши участь у 18 матчах чемпіонату. У 2021 році бразильський нападник перейшов до іншого португальського клубу «Вілаверденсе», де грав до 2023 року, та відзначався високою результативністю, забивши 24 голи в 55 проведених за клуб матчів.
У 2023 році Едмілсон перейшов до словенського клубу «Целє». У складі команди бразильський футболіст у сезоні 2023—2024 років став чемпіоном Словенії, а в сезоні 2024—2025 років став володарем Кубка Словенії.

## Титули і досягнення
- Чемпіон Словенії (1):

«Публікум» (Цельє): 2023–2024
- Володар Кубка Словенії (1):

«Публікум» (Цельє): 2024–2025